# Tào Lâm
Tào Lâm (chữ Hán: 曹霖, mất ngày 5 tháng 2 năm 251), là một hoàng tử  Tào Ngụy trong thời kỳ Tam Quốc của Trung Quốc. Ông là con trai của Tào Phi, hoàng đế khai quốc của Tào Ngụy, và là cha ruột của Tào Mao,vị hoàng đế thứ tư của Tào Ngụy.

## Tiểu sử
Ông là cháu Tào Tháo là con trai thứ 5 của Ngụy Văn đế Tào Phi, mẹ là Cừu chiêu nghi. Năm 222 dưới triều đại của cha mình, được phong làm Hà Đông vương (河東王). Năm 225, tước hiệu của ông được đổi thành Quán Đào vương (館陶王).
Năm 227, sau khi Văn Đế qua đời, anh cùng cha khác mẹ của ông là Thái tử Tào Duệ lên ngôi kế vị. Tào Duệ đã đối xử với Tào Lâm một cách đặc biệt hào phóng theo nguyện vọng cuối cùng của cha họ. Tào Lâm nổi tiếng là người hay bạo lực gia đình, thường ngược đãi và giết chết những người hầu cũng như thê thiếp.
Năm 232, tước hiệu của ông lại được đổi thành Đông Hải vương (東海王). Ông qua đời vào ngày 5 tháng 2 năm 251 dưới thời trị vì của Tào Phương, truy thụy Định vương. 

## Hậu duệ
Tào Lâm có hai con trai: Tào Tề (曹啟) và Tào Mao. Người con cả Tào Tề được kế thừa tước vị Đông Hải vương của ông. Qua các triều đại của các hoàng đế nhà Ngụy tiếp theo, số hộ gia đình chịu thuế đã tăng lên cho đến khi lên tới 6200 hộ. Con trai nhỏ của Tào Lâm, là Tào Mao, ban đầu giữ tước hiệu Cao Quý hương công. Năm 254, sau khi phế truất Tào Phương, Quách Thái hậu chọn Tào Mao làm hoàng đế. Theo phong tục của triều đình, Tào Mao được nhận làm con kế tự của Tào Duệ để việc kế vị của ông được coi là chính thống.